# اعدان النوب (بعدان)

تعديل مصدري - تعديل

اعدان النوب محلة تابعة لقرية عدن اشعر، التابعة لعزلة بني منصور بمديرية بعدان إحدى مديريات محافظة إب في الجمهورية اليمنية، بلغ تعداد سكانها 56 حسب تعداد اليمن لعام 2004.